# Gasthof Reiber

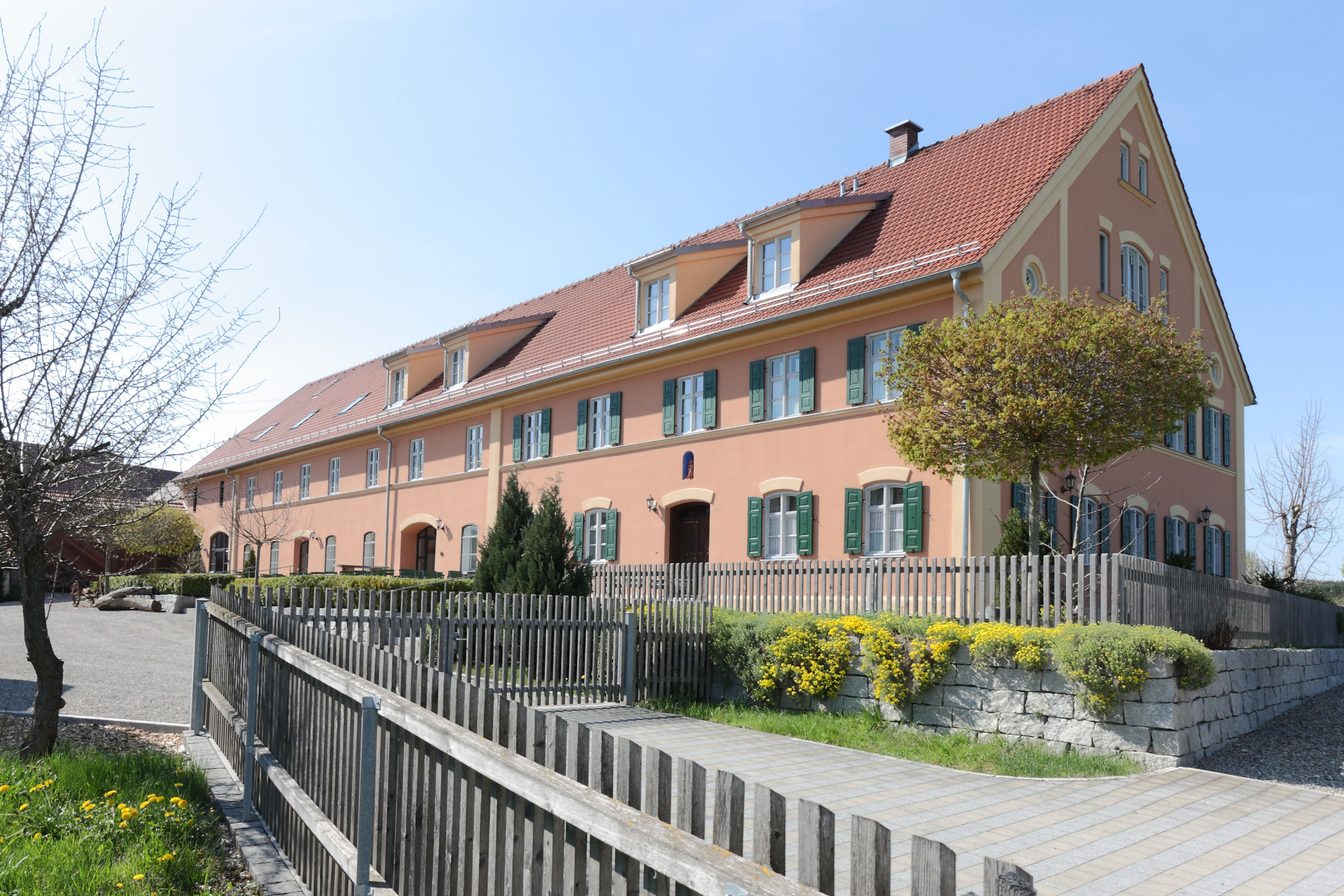
Ehemaliger Gasthof Reiber in Bernbach

Der Gasthof Reiber in Bernbach, einem Gemeindeteil von Aichen im schwäbischen Landkreis Günzburg in Bayern, wurde um 1875 errichtet. Der ehemalige Gasthof mit der Haus-Nr. 5, unmittelbar gegenüber der Kapelle St. Joseph im oberen Teil des Weilers, wurde als geschütztes Baudenkmal in die Liste der Baudenkmäler in Aichen eingetragen.

## Beschreibung
Der zweigeschossige Einfirsthof ist ein langgestreckter und giebelständiger Gasthof mit Stallungen und Scheune. Der putzgegliederte Satteldachbau wird traufseitig erschlossen. Nach der Gaststube mit Küche, Speisekammer und Nebenraum folgten westlich ein Raum mit einem komplett erhaltenen Brotbackofen. Im Obergeschoss befanden sich Wohn- und Gasträume. 
Die bauzeitliche Ausstattung ist nahezu komplett erhalten: Solnhofener Platten im Stichflez (Gang), vierflügelige Fenster mit Kreuzstock, innere Sandsteingesimse an den Fenstern, geschnitzter Baluster an der einläufigen Treppe, Laubsägearbeiten an den segmentbogigen Dachfenstern sowie Nadelholztüren und Vierfeldertüren in den Wohnräumen, die eine Schablonenmalerei aufweisen. 
Die Stallungen bestanden aus einem ehemaligen Pferdestall mit einem dreischiffigen und zweijochigen böhmischen Kappengewölbe über Gusseisensäulen. Daran schließt sich der ehemalige Kuhstall, ebenfalls dreischiffig und mit fünf Jochen, an. Die Scheune mit großer Tennendurchfahrt schließt sich an. 
Das dazu gehörende Austragshaus (Haus Nr. 6) wurde um 1990 abgebrochen.